# Maimil
Maimil (kirgisisch Маймыл Maimil, deutsch ‚Affe‘) selten auch Der Affe ist ein kirgisisches Filmdrama aus dem Jahr 2001 unter der Regie von Aktan Abdykalykov.

## Handlung
Eine trostlose, ruhelose Kleinstadt in der industriellen Einöde Kirgisistans. Geplagt von Langeweile, Verwirrung und Sex, all den üblichen Qualen der Pubertät. Der 17-Jährige „Chimp“ (so genannt wegen seiner Ohren) und seine Freunde vertreiben sich die Zeit mit Prügeleien, Partys und Arbeit in der Eisenerzfabrik, bevor sie ihren Militärdienst ableisten müssen. „Chimp“ hat mehr als genug Probleme, erlebt eine unerwiderte Liebe zu einer ehemaligen Klassenkameradin. Seine platonischen Gefühle für den Gleichaltrigen werden von dem Gefühl seiner Hässlichkeit überschattet. Er ist von der Weiblichkeit eines Weichenwärters bezaubert, wagt es aber nicht, sie vor der Grobheit betrunkener Arbeiter aus seiner Brigade zu schützen; seine sexuelle Reife verlangt nach ihrer Entfaltung, aber er wird durch das plumpe erotische Spiel einer örtlichen Prostituierten entehrt. Sein Vater ist ein selbstverachtender chronischer Alkoholiker, und seine leidgeprüfte Mutter hat die Nase voll. Sie verlässt ihn und nimmt „Chimps“ kleine Schwester mit.

## Produktion
Der Film vervollständigt eine lose Trilogie, die mit dem Kurzfilm „La balencoire“ aus dem Jahr 1993 begann, und ist Abdykalykovs erster komplett in Farbe gedrehter Film, der durchgängig von Khasan Kydyraliyev mit Präzisionskameras aufgenommen wurde.

## Veröffentlichung
Der Film wurde im Mai 2001 in der Sektion Un Certain Regard bei den Filmfestspielen von Cannes 2001 uraufgeführt.

## Kritiken
Derek Elley schrieb über den Film in Variety über den Film das: Vom Tempo her erinnert der Film an die frühen Werke des taiwanesischen Regisseurs Hou Hsiao-hsien, er sei leicht distanziert, aber geerdet. Insgesamt ist das Bild jedoch von einer französischen Kunstfilmästhetik durchdrungen, die sich auch in anderen Filmen aus der Dritten Welt mit französischer Finanzierung wiederfindet. Immer streng kontrolliert und offensichtlich für ein Eurofestival-Publikum bestimmt, hat „Maimil“ eine garnierte Atmosphäre, das raue Leben, das durch eine schützende Glasscheibe beobachtet wird -, die ihn jeder echten Emotion beraubt. Die Schauspieler sind gut.

## Auszeichnungen
Der Film war die kirgisische Einreichung für die 74. Oscarverleihung für den besten fremdsprachigen Film, wurde aber nicht nominiert.
| Auszeichnung                                 | Jahr | Kategorie                                      | Empfänger        | Resultat  |
| -------------------------------------------- | ---- | ---------------------------------------------- | ---------------- | --------- |
| Bratislava International Film Festival       | 2002 | FIPRESCI Prize                                 | Aktan Arym Kubat | Gewonnen  |
| Bratislava International Film Festival       | 2002 | Prize of the Ecumenical Jury - Special Mention | Aktan Arym Kubat | Gewonnen  |
| Bratislava International Film Festival       | 2002 | Grand Prix                                     | Aktan Arym Kubat | Nominiert |
| Cannes Film Festival                         | 2001 | Un Certain Regard Award                        | Aktan Arym Kubat | Nominiert |
| Europäischer Filmpreis                       | 2001 | European Discovery                             | Aktan Arym Kubat | Nominiert |
| Festróia - Tróia International Film Festival | 2002 | Jury Special Prize                             | Aktan Arym Kubat | Gewonnen  |
| Festróia - Tróia International Film Festival | 2002 | Golden Dolphin                                 | Aktan Arym Kubat | Nominiert |
| Tokyo International Film Festival            | 2001 | Tokyo Grand Prix                               | Aktan Arym Kubat | Nominiert |